# فهرست قنات‌های شهرستان باغملک
جدول زیر براساس آمار وزارت جهاد کشاورزی تهیه شده‌است. فهرست زیر قنات‌های شهرستان باغملک در استان خوزستان را نشان می‌دهد.
| نام قنات     | موقعیت                         | نزدیک‌ترین روستا | طول قنات (متر)    | تعداد میله چاه | عمق مادر چاه | دبی (لیتر بر ثانیه) | سطح زیر کشت (هکتار) |
| ------------ | ------------------------------ | --------------- | ----------------- | -------------- | ------------ | ------------------- | ------------------- |
| ارغوانی      | بخشی نامعلوم در شهرستان باغملک | نامعلوم         | ۰٫۳۰۰۰۰۰۰۱۱۹۲۰۹۲۹ | ۰              | ۰            | ۰                   | ۵۰                  |
| باغات باغملک | بخشی نامعلوم در شهرستان باغملک | نامعلوم         | ۰٫۵               | ۰              | ۰            | ۰                   | ۱۰۰                 |
| بختگان       | بخشی نامعلوم در شهرستان باغملک | نامعلوم         | ۰                 | ۰              | ۰            | ۰                   | ۷۰                  |
| شنگ          | بخشی نامعلوم در شهرستان باغملک | نامعلوم         | ۰                 | ۰              | ۰            | ۰                   | ۲۰۰                 |
| عروه         | بخشی نامعلوم در شهرستان باغملک | نامعلوم         | ۰٫۲۰۰۰۰۰۰۰۲۹۸۰۲۳۲ | ۰              | ۰            | ۰                   | ۷۰                  |
| قلعه تل      | بخشی نامعلوم در شهرستان باغملک | نامعلوم         | ۰                 | ۰              | ۰            | ۰                   | ۵۰                  |